# Ministro de Finanzas (Irlanda)
El Ministro de Finanzas (en irlandés: An tAire Airgeadais) es el ministro de mayor rango en el Departamento de Finanzas del Gobierno de Irlanda. El ministro es responsable de todos los asuntos financieros y monetarios del Estado, y es considerado el segundo miembro más importante del Gobierno de Irlanda, después del Taoiseach. El actual titular del cargo es Paschal Donohoe.

## Visión general

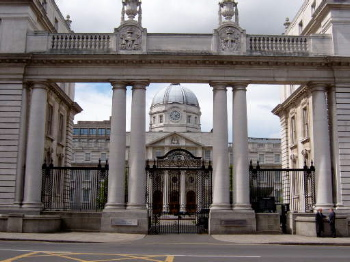
Edificios gubernamentales, Dublín, es la sede del Departamento de Finanzas.

El Ministro de Finanzas ocupa el segundo puesto ministerial más importante del Gabinete irlandés, después del Taoiseach. Está al frente del Departamento de Finanzas, responsable de todos los asuntos financieros de la República de Irlanda. Es uno de los tres cargos del Gobierno que la Constitución exige que ocupe un miembro del Dáil Éireann, siendo los otros dos el de Taoiseach y el de Tánaiste. Muchos ministros que han ocupado la cartera de Finanzas han llegado a ser Taoiseach, como Jack Lynch, Charles Haughey, Albert Reynolds, John Bruton, Bertie Ahern y Brian Cowen. 
El departamento y el ministro se denominan ocasionalmente Irish Exchequer (Hacienda irlandesa en español) (o simplemente Exchequer), término que antes se utilizaba bajo el nombre de Ministro de Hacienda de Irlanda. 

### Presupuesto
Uno de los aspectos más importantes del trabajo del Ministro es la elaboración del Presupuesto anual que se anuncia al Dáil en un discurso, que debe pronunciarse antes del 15 de octubre debido al acuerdo Two-Pack. En el presupuesto, el ministro detalla el programa de gastos del Gobierno para el año siguiente. El presupuesto se compone de: 
- una declaración financiera al Dáil,
- Medidas presupuestarias (una lista de cambios presupuestarios detallando el coste/rendimiento de los mismos),
- Estadísticas presupuestarias, y
- resoluciones financieras.